# Полоняничный приказ
Полоняночный приказ — орган управления Русского государства в XVII веке.
Ведал делами военнопленных, собирал деньги на выкуп российских военнопленных и осуществлял сам выкуп, доставку пленных на родину — подробнее в статье Выкуп пленных из Орды. Также приказ собирал информацию у вернувшихся из плена.
Упоминается в записных книгах с 1668 года. Подчинялся Посольскому приказу. В 1676 году дела Полоняночного приказа были переданы в Земский приказ.